# 榊原温泉
榊原温泉（さかきばらおんせん）は、三重県津市榊原町にある温泉である。
七栗の湯（ななくりのゆ）とも言い、能因本「枕草子」第117段に「湯はななくりの湯、有馬の湯、玉造の湯」と記されてきた「三名泉」の1つに数えられる温泉でもある（後述）。
鳥羽温泉郷の一部宿の風呂湯に使用されている。

## 泉質
- アルカリ性単純温泉[2][3]。
- 効能：皮膚病、婦人病、疲労回復など。
- また、美肌効果が非常に高い。この効果は科学的には未解明であるという[4]。

## 温泉街
- 山の中の保養地的雰囲気の温泉地であり、歓楽的要素はあまり見られない。
- 温泉街の中にある林性寺は、猫を描いた涅槃図で有名[5]。
- 三重県内における初の温泉病院は、1982年に榊原温泉に作られた[3]。
- 2024年、温泉街入口付近に野外テントサウナ施設がオープンした。
- 付近に社宮司温泉がある。

## 歴史

### 概要
榊原温泉は非常に古い歴史を誇る温泉である。一帯は榊原断層と呼ばれる断層に当たり、1500～2000年前ほどの地殻変動によってその合間から被圧地下水が湧出している。そのため、古くから霊験あらたかな地として信仰の対象であった。また、前述のように三名泉に数えられており、平安時代には既に湯治場として形が整っていたとされる。このように、枕草子に記載されていたことは格好の宣伝文句であるため、開湯伝説は伝承されなかった。
927年には式内社の射山神社が建てられ、「神湯」とも呼ばれるようになった。このような背景から、江戸時代に入って伊勢参詣が盛んになると、七栗の湯は参拝客の垢離場として機能し、伊勢の参拝客は神社の参拝前にこの七栗の湯で斎戒沐浴するのがしきたりとなり、湯治場は大いに賑わいを見せた。このため、地元では榊原温泉のことを「宮の湯」と呼び、神聖な湯であるという自負を抱いている。その頃、射山神社は温泉大明神と呼ばれ、大いにもてはやされた。
尚、七栗という地名は古くから存在した村落名であり、榊原温泉の由来となった榊原という地名は、継体天皇の頃に遡る。継体天皇の娘、ササギヒメノミコト（荳角媛命）が斎王となり、斎宮に入ることになった際に、近くに自生していた榊を温泉水に一晩中浸し、神宮に祭祀したという伝承に因んでいる。
ポンプなど無かった時代の文献にも登場するように、かつては自噴していた温泉だったものの、元来の湯量に限りがあり、さらに2020年現在、全ての温泉施設がポンプを用いて湯を汲み上げている状態であり、自噴泉は皆無である。また、現在の泉源は当時のものとは異なる。

### ななくりの湯の諸説[要出典]
今日において、枕草子にある「ななくり」の湯は大方、榊原温泉を指すのが最有力である。ただ、この「ななくり」の湯とは、別所温泉だという説、あるいは少数派として湯ノ峰温泉説も存在する。『枕草子』の段だけではその1文しかないために明確に判別しかねるが、他に鎌倉時代の後期に出版された夫木和歌抄に載せられた2つの歌にある「一志の〜ななくりの湯」という事例がある。一志とは榊原温泉が位置する一志郡を指しており、この温泉が古くから「ななくりの湯」と呼ばれていたことを裏付けている。
また、同温泉は神宮と関わりが深く、特別な湯として尊重された。また、他に選んだ玉造温泉、有馬温泉も、ともに天皇家と関わりが深く、神の湯としてもてはやされ、他の共通点として医薬の神、温泉の神として知られる少彦名命が発見したと伝えられる伝承があるなど共通の関連性が見られる（ただし、少彦名命の開湯と伝わる湯は全国に数多存在する）。
別所温泉側は、古くこの温泉が七苦離、七久里と呼ばれたことを主張しているが、いつからそう呼ばれたのかは判然としていない。しかし、別所温泉側は榊原温泉ほど（枕草子の）「ななくりの湯」という主張は行っていない。これは、後の別所温泉が、武家社会と結びつき、北向観音を初めとする寺内町の湯垢離の場として発展したことで、清少納言が活躍した平安時代観で宣伝することはイメージに合わなかった（むしろ、温泉信仰に乗じて弘法大師ゆかりの湯と宣伝する方が効果的であった）ためである。

## アクセス
- 鉄道：近鉄大阪線 榊原温泉口駅より三重交通バスで15分（徒歩で約1時間45分）。
- 車：伊勢自動車道久居インターチェンジより約8km。

※ その他、各旅館より榊原温泉口駅などへの送迎バスあり。